# Wildt (Mondkrater)
Wildt ist ein Einschlagkrater am äußersten östlichen Rand der Mondvorderseite, südöstlich des Kraters Hansen und östlich des Mare Undarum.
Der Krater ist schüsselförmig mit flachem Bodensegment.
Der Krater wurde 1979 von der IAU nach dem US-amerikanischen Astronomen Rupert Wildt offiziell benannt.